# Bosques montanos de coníferas de Tian Shan
La ecorregión de bosque montano de coníferas de Tian Shan (WWF ID: PA0521) cubre el «cinturón forestal» de las montañas Tian Shan en Asia Central, generalmente las laderas orientadas al norte que reciben suficiente humedad y son lo suficientemente cálidas para que crezcan los árboles. Este cinturón de coníferas se encuentra principalmente entre los 1500 y 2700 metros de altitud.
La ecorregión se encuentra en el bioma de bosque templado y coníferas y en la ecozona paleártica, cuenta con un clima semiárido frío y cubre un área de 24 605 km².

## Localización
La ecorregión se extiende en parches a lo largo de la cresta montañosa principal del Tian Shan, a lo largo de aproximadamente 2000 km desde el oeste de Kirguistán hasta el este de la provincia china de Sinkiang. El cinturón de bosques de coníferas se encuentra en las laderas orientadas al norte, en altitudes que van desde un mínimo de 1500 metros (por debajo del cual es demasiado seco para sustentar coníferas) hasta un máximo de 2700 metros (por encima del cual hace demasiado frío). Los componentes desconectados de la ecorregión tienden a alargarse a lo largo de crestas que tienen una altitud promedio de 4000 metros, y una de las secciones más grandes rodea el lago Issyk-Kul.  En general, el paisaje debajo del cinturón forestal es de estepa, y en altitudes superiores hay praderas alpinas con ocasionales enebros enanos (Juniperus communis).

## Clima
Debido a su distancia altitudinal del océano, la ecorregión tiene un clima clima estepario o clima semiárido frío (clasificación climática de Köppen Bsk). Esto indica un clima local caracterizado por veranos frescos e inviernos fríos y secos. Estas regiones climáticas tienden a encontrarse en elevaciones más altas en el centro de los continentes, con amplias diferencias entre las temperaturas diurnas y nocturnas y precipitaciones mayores que las de un verdadero desierto.

## Flora y fauna
La conífera dominante en estos bosques es la picea de Schrenk (Picea schrenkiana), que suele crecer en rodales de la misma especie. El álamo temblón (Populus tremula) se encuentra mezclado con el abeto en altitudes más bajas. El abedul, el sauce y el fresno común (Fraxinus excelsior) se encuentran en altitudes más altas. En altitudes más bajas dentro del cinturón forestal, se encuentra un sotobosque de arbustos, pastos y hierbas que crece debajo de las copas de los árboles.